# ウタウタイ 其の一
『ウタウタイ 其の一』（ウタウタイ・そのいち）は、浅岡雄也の5枚目のオリジナル・アルバム。

## 解説
- 自身初の、アコースティックをコンセプトにした作品。

## 収録曲
1. ヒカリ
作詞 / 作曲：浅岡雄也　編曲：田辺トシノ
2. ウタノチカラ 〜Arrange 2006〜
作詞 / 作曲：浅岡雄也　編曲：安部潤
3. モドレナイダケナンダ
作詞 / 作曲：浅岡雄也　編曲：田辺トシノ
4. アリガトウ
作詞 / 作曲：浅岡雄也　編曲：田辺トシノ
5. コトノハ 〜Arrange 2006〜
作詞 / 作曲：浅岡雄也　編曲：田辺トシノ
6. ココロ
作詞 / 作曲：浅岡雄也　編曲：田辺トシノ
7. キボウノネイロ 〜Arrange 2006〜
作詞 / 作曲：浅岡雄也　編曲：末松一人
8. サヨナライツカ
作詞 / 作曲：浅岡雄也　編曲：田辺トシノ
9. トキノシズク 〜Arrange 2006〜
作詞 / 作曲：浅岡雄也　編曲：田辺トシノ
10. アイシテル
作詞 / 作曲：浅岡雄也　編曲：田辺トシノ